# Unión - Pro
Unión - Pro est une coalition électorale argentine de centre droit, conservatrice et libérale, fondée en 2007, et composée du Parti fédéral, de l'Union du centre démocratique, de Recréer pour la croissance de l'ex-ministre Ricardo López Murphy, de Proposition républicaine (ex-Compromiso para el Cambio), d'Unión Celeste y Blanco de l'homme d'affaires Francisco De Narváez, du Parti populaire chrétien bonaerense et du Parti Nouveau Buenos Aires. Propuesta Republicana, qui détient un bloc parlementaire de onze députés, est son noyau central; l'Unión - Pro ne forme pas de groupe parlementaire en tant que telle.

## Élections de 2007
L'Unión - Pro fit son apparition lors des élections générales de 2007, remportées par le Front pour la victoire (péronisme de gauche). La coalition de droite obtint alors 15 % dans la liste pour l'élection à la gouvernance de la province de Buenos Aires, et 9,5 % aux législatives.
L'entrepreneur Mauricio Macri forma une nouvelle alliance avec Francisco De Narváez dans la province de Buenos Aires, qui présenta le ticket De Narváez - Jorge Macri en tant que candidats à la gouvernance de la province. Au niveau national, la liste aux législatives fut menée par Jorge Macri, Lidia Satragno et Juan José Alvarez. De Narváez arriva troisième avec 15 % des suffrages, tandis que la liste législative obtint 9,5 % des voix et quatre députés élus. Recréer pour la croissance, de Ricardo López Murphy, présenta dans cette province une liste rivale, qui n'obtint aucun élu.

## Élections de 2009

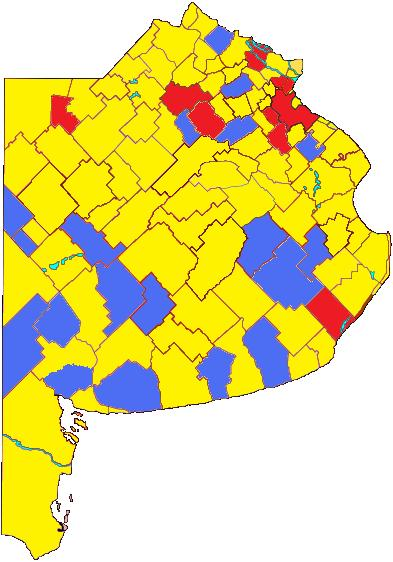
Gagnants dans les partidos de la province de Buenos Aires. En rouge le Front pour la victoire (centre-gauche), en bleu l'Accord civique et social (centre-gauche) et en jaune l'Union Pro.

Aux élections générales de 2009, l'Unión - Pro présenta Francisco De Narváez et Felipe Solá en tête de liste pour les législatives, et réussit à obtenir 34,6 % des suffrages dans la province de Buenos Aires, s'y imposant comme la première force politique. Au niveau national, elle obtint 17,70 % des voix, arrivant troisième après l'Accord civique et social (centre-gauche) et le Front pour la victoire de Néstor Kirchner (centre-gauche), et obtenant 12 députés de plus.
| Nombre de députés d'Unión - Pro avant le 10 décembre 2009 | Sièges de députés d'Unión - Pro en jeu lors des élections de juin 2009 | Nombre de députés d'Unión - Pro élus en juin 2009 | Evolution en nombre de députés d'Unión - Pro | Total du nombre de députés d'Unión - Pro (sur 257) |
| --------------------------------------------------------- | ---------------------------------------------------------------------- | ------------------------------------------------- | -------------------------------------------- | -------------------------------------------------- |
| 14                                                        | 8                                                                      | 20                                                | + 12                                         | 26                                                 |

## Source originale
- (es) Cet article est partiellement ou en totalité issu de l’article de Wikipédia en espagnol intitulé « Unión - Pro » (voir la liste des auteurs).